# Rusłan Zotow
Rusłan Zotow (ros. Руслан Вячеславович Зотов) – radziecki kolarz szosowy, złoty medalista mistrzostw świata.

## Kariera
Największy sukces w karierze Rusłan Zotow osiągnął w 1990 roku, kiedy wspólnie z Aleksandrem Markowniczenką, Igorem Patienką i Ołehem Hałkinem zdobył złoty medal w drużynowej jeździe na czas na mistrzostwach świata w Utsunomiya. Był to jednak jedyny medal wywalczony przez niego na międzynarodowej imprezie tej rangi. Nigdy nie wystartował na igrzyskach olimpijskich.